# 全場緊迫
在籃球運動中，全場緊迫（英語：Full-court press），是一種防守戰術，在對手傳球之前及之後，持續緊盯對手，以增加對手壓力，經常在攻擊方還沒進入防守方半場之前，在對方半場就進行防守。可能會採取人盯人防守或是以區域聯防方式，形成緊迫區（zone press）。全場緊迫的缺點，易耗費力氣，難以對付長傳跟快攻（fast break），因此在職業籃球中較少使用。
只在半場進行緊迫防守，是全場緊迫的一種變形，稱半場緊迫（half-court press）。